# Kodjoleo
Ne doit pas être confondu avec Kodjoléwo.
Kodjoleo (ou Kodjolewa, Kodjolewa Guiziga, Ndouwaye) est une localité du Cameroun située dans l'arrondissement de Meri, le département du Diamaré et la région de l’Extrême-Nord. Elle fait partie du canton de Mambang.

## Population
En 1974, la localité comptait 43 habitants, des Guiziga.
Lors du recensement de 2005, on y a dénombré 330 personnes.